# 真鍋斌

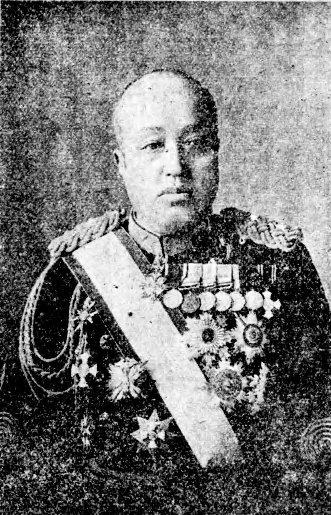
真鍋斌

真鍋 斌（まなべ あきら/さかり、1851年3月7日（嘉永4年2月5日） - 1918年12月14日）は、日本の陸軍軍人、政治家。最終階級は陸軍中将。貴族院議員、男爵。幼名・熊槌。

## 経歴
長州藩中士・真鍋安信の長男として生まれる。明倫館で学び、1866年、干城隊に入隊。1870年、大坂兵部省屯所に入営し、1871年、陸軍青年学舎を卒業。陸軍教導団出仕を経て、1872年、陸軍少尉任官。以後、陸軍兵学寮付、陸軍省第1局第3課などを経て、1877年4月から10月まで西南戦争に出征した。
陸軍省第1局第3課長心得、総務局武学課長、同局第3課長心得、同課長、歩兵第3連隊長、第1軍事課長、第4師団参謀長、第1軍事課長、総務局人事課長などを歴任し、1897年7月、陸軍少将に進級。1900年7月から10月まで義和団の乱に歩兵第9旅団長として出征した。その際、清国の馬蹄銀を横領した嫌疑が明るみとなり、1902年6月に休職となった（馬蹄銀事件）。将来の陸軍大臣とも嘱望されていたが、その道は馬蹄銀事件により閉ざされた。1904年4月、留守第5師団長を経て、1905年2月、陸軍中将となり翌年7月に休職、1907年11月13日、予備役に編入された。1914年4月1日、後備役となる。1918年4月1日に退役した。
1907年9月、男爵を叙爵し華族となり、貴族院議員（1911年7月10日 - 1918年7月9日）、陸軍参政官（1915年7月 - 1916年10月）を歴任。

## 栄典
位階
- 1886年（明治19年）7月8日 - 正六位[6]
- 1891年（明治24年）12月28日 - 従五位[7]
- 1897年（明治30年）2月10日 - 正五位[8]
- 1902年（明治35年）3月31日 - 従四位[9]
- 1907年（明治40年）12月10日 - 正四位[10]
- 1916年（大正5年）12月20日 - 従三位[11]
- 1918年（大正7年）12月14日 - 正三位[12]

勲章等
- 1884年（明治17年）11月13日 - 勲四等旭日小綬章[13]
- 1889年（明治22年）11月29日 - 大日本帝国憲法発布記念章[14]
- 1892年（明治25年）11月29日 - 勲三等瑞宝章[15]
- 1895年（明治28年）
  - 10月18日 - 旭日中綬章・功四級金鵄勲章[16]
  - 11月18日 - 明治二十七八年従軍記章[17]
- 1901年（明治34年）7月19日 - 功三級金鵄勲章・勲二等旭日重光章[18]
- 1902年（明治35年）5月10日 - 明治三十三年従軍記章[19]
- 1906年（明治39年）4月1日 - 勲一等旭日大綬章・功二級金鵄勲章・明治三十七八年従軍記章[20]
- 1907年（明治40年）9月21日 - 男爵 [21]
- 1915年（大正4年）11月10日 - 大礼記念章[22]

外国勲章佩用允許
- 1903年（明治36年）
  - 3月9日 - 大清帝国：第二等第一竜宝星[23]
  - 12月18日 - イタリア王国：王冠第二等勲章[24]

## 親族
- 養子 真鍋十蔵(1870-) ‐ 司法官。長州藩士・磯村応の三男に生まれ、1883年に斌の養子となり、1919年襲爵。独逸協会学校専修科卒業後、高等文官試験に合格し、国内の裁判所長などを歴任後、朝鮮総督府裁判所で京城覆審法院長などを務めた。斌の長女と結婚したが、のち再婚。実兄に磯村音介、実弟に小田村有芳がいる。[25]
- 娘婿 小出覚之助（陸軍少佐）・林二輔（陸軍少将）